# Departament d'Escuintla
El departament d'Escuintla és un departament de Guatemala, situat en el centre-sud del país (a la regió V). Posseeix una extensió territorial de 4.384 km². La seva capçalera departamental(del mateix nom) és la tercera ciutat més gran i important del país amb una població aproximada de 162.000 habitants. Altres ciutats importants a Escuintla són: Santa Lucía Cotzumalguapa, Tiquisate i Puerto San José, Nueva Concepción, al costat de Puerto Quetzal. El departament Escuintla té un clima tropical. És una regió amb moltes finques grans. Escuintla està banyada per les aigües del Pacífic. El seu nom prové etimològicament d'Itzcuintlan que significa terra de gossos, per la confusió dels conqueridors espanyols, entre els gossos i els tepezcuintles, autòctons i abundants a la regió.

## Història
El territori va ser conquistat per Pedro de Alvarado, després de reduir als tzutuhils. Els habitants precolombins de *Escuintla eren d'origen vari. Doncs sobre la zona que actualment ocupa Santa Lucía Cotzumalguapa, estava poblada pels kacktxikels i l'àrea que actualment ocupa la capçalera departamental, l'antic emplaçament de la qual estava situat en el qual avui és l'Enginy Santa Ana, estava ocupat per indígenes pipils d'origen mexica i que havien arribat a la zona per ordre de l'Emperador mexicà Ahuizotl qui estava interessat a conquistar la zona.
Aquests van arribar com a comerciants assentant-se a la zona fins al que avui és la República d'El Salvador. I van escollir aquest sector perquè era la ruta que totes les ètnies indígenes recorrien per arribar fins a Iztapa (Riu de la Sal) on es proveïen de sal per a adobar cuirs i aliments. Els pipils van començar per cobrar un impost a aquells que passaven pel sector, la qual cosa provocà l'animadversió de tots els seus veïns, de manera que els tzutuhils conquistats pels espanyols van veure l'oportunitat de desfer-se dels seus vells enemics i van parlar Pedro de Alvarado de l'existència de 《Panatacat》(Entre canyars. No per la presència de canya de sucre sinó per la canya coneguda com a Vara de Coiot que abundava a la zona) que era el nom original d'Escuintla que va rebre el nom d'Itzcuintlan o Itzcuintepeque dels nadius mexicanes de parla nàhuatl que acompanyaven Alvarado.
Pedro de Alvarado va arribar fins a Panatacat, seguint la confluència que formen els volcans d'Agua, Acatenango i Fuego, és a dir la Vall d'Almolonga (Antiga Guatemala) fins a arribar a Siquinala (Terra de l'ocell d'aigua). Va arribar de nit i mentre plovia torrencialment, van ser sorpresos i durant tres dies van defensar el seu territori. Es lliuraren a Alvarado quan aquest va amenaçar de destruir els seus cultius de blat de moro, però quan ja van ser fets presoners els va massacrar. Per aquesta acció Alvarado va ser sotmès a un judici de residència (el Primer judici per violació dels drets humans del qual es té coneixement a Amèrica Llatina promogut per Fra Bartolomé de las Casas).
Durant l'època colonial, Escuintla va ser una província que es dividia en dos partits: Escuintla i Guazacapán. Per decret de l'Assemblea Nacional Constituent del 4 de novembre de 1825 va ser erigit el partit en departament.

## Divisió administrativa
Aquest departament té 13 municipis:
1. Escuintla
2. Guanagazapa
3. Iztapa
4. La Democracia
5. La Gomera
6. Masagua
7. Nueva Concepción
8. Palín
9. San José
10. San Vicente Pacaya
11. Santa Lucía Cotzumalguapa
12. Siquinalá
13. Tiquisate